# Ekologia populacyjna
Ekologia populacyjna, populacjologia, demekologia – część ekologii gatunku, która dotyczy zmian liczebności populacji jednogatunkowych, zachodzących pod wpływem czynników ekologicznych (biotycznych i abiotycznych). 
Pojęcie „ekologii gatunku” jako części ekologii wprowadzono wycofując wcześniej stosowany podział tej nauki na: 
- autekologię – naukę o funkcjonowaniu pojedynczych organizmów w ich środowisku (zbliżoną do fizjologii gatunku,
- synekologię – ekologię grup osobników (np. populacji, formacji i zespołów roślinnych, ekosystemów).

Współcześnie w zakres ekologii gatunku wchodzi:
- ekologia populacyjna (zagadnienia dynamiki populacji lokalnych, problemy zasięgu i rozmieszczenia[5])[2][3],
- ekologia ewolucyjna (historia życia gatunków, ich ewolucyjne adaptacje, dostosowania)[6][7][8].

Dynamika populacji lokalnej, występującej w określonym środowisku (zajmującej określoną niszę ekologiczną) zależy od:
- zgodności abiotycznych cech siedliska z fizjologicznymi potrzebami organizmów (zob. zasada Alleego, zasada tolerancji ekologicznej Shelforda),
- rodzaju i siły zależności od innych populacji tworzących strukturę ekosystemu: „pionowych” (troficznych, zob. piramida ekologiczna) i „poziomych” (np. konkurencja, drapieżnictwo, pasożytnictwo, komensalizm, symbioza).